# 广州地铁十号线列车
廣州地鐵十號線列車是广州地铁10号线使用的6节编组B型地铁列车，地铁內部型號為B13。列車由中車株洲電力機車生產。

## 沿革
2019年5月，广州地铁发布招标公告，将为10号线购置43列车（258辆）。列车合约最终由中车株洲电力机车中标。
2024年10月，首列列车10x003-004运抵广钢新城车辆段调试。至2025年5月，供首通段使用的22列车均已到货。
随着2025年6月29日10号线通车，本列车亦于当日投入运营服务。

## 列车设计

### 外观
十号线列车的外观参考了十一号线列车（A9型）和十二号线列车（A10型）的设计，车身以珍珠灰为底色，车窗上下绘有淡蓝及深蓝两条色带，门窗部分则漆为深灰色，涂装颇具动感。与十二号线列车相比，十号线列车的头车端不设紧急出口，且前挡风玻璃尺寸较小，部分列车除了在前窗下部采用淡蓝色线条作分隔底色处理之外，还在前窗两侧绘有额外的蓝色线条作为装饰。

### 内部
列车内部与广州地铁近期购置新列车一样，采用白色LED灯提供照明，并配有不锈钢制扶手和座椅，立柱及座位两侧的扶手偏上部分使用广州地铁特色“红”进行衬托。列车在车门上方设有LCD动态地图，并在車廂兩端贯通道的顶部设有信息显示屏。

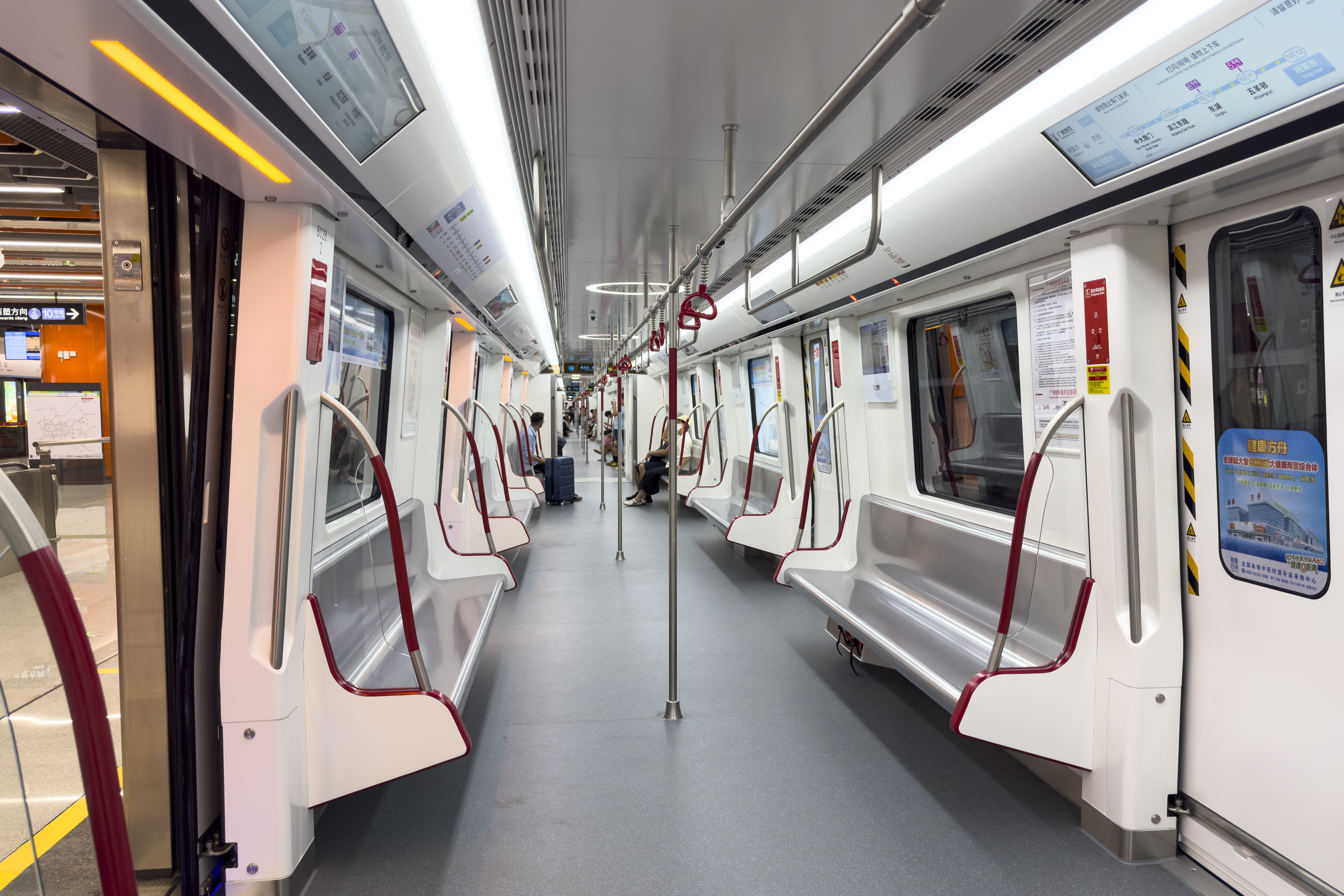
列车内饰
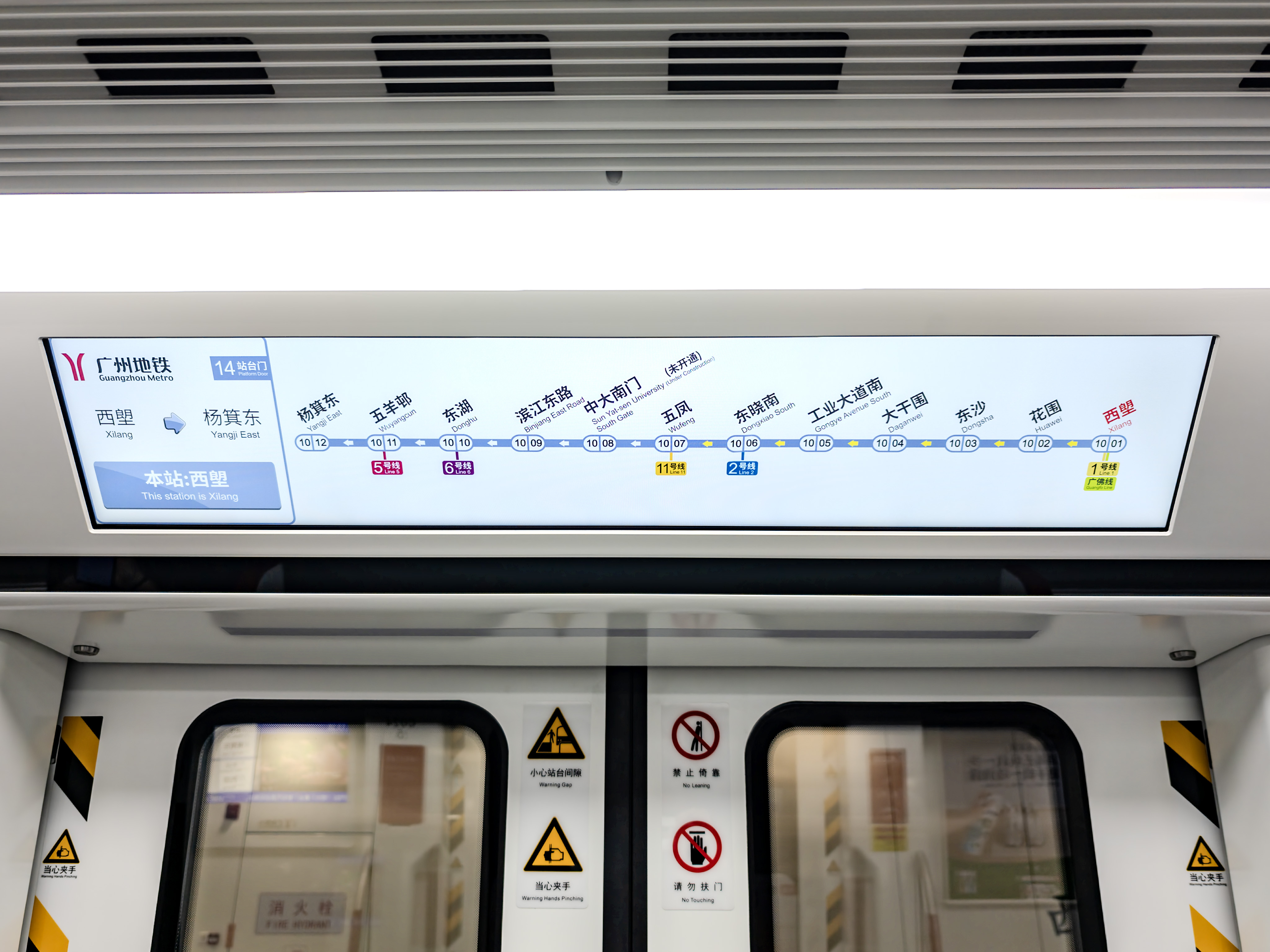
车门上方的LCD动态地图

### 走行机器
与A8型、A9型、B11型、B12型、B14型列车一样，B13型列车采用永磁牵引系统。B13型列车的牵引电机由中车株洲电机提供，高压电器箱、牵引逆变器和辅助电源由株洲中车时代电气提供。
每节B、C单元车厢下方各安装一台牵引逆变器，每台牵引逆变器驱动四台额定功率190千瓦的永磁同步牵引电机。具体而言：每台电机对应一个逆变单元，每两个逆变单元及一个斩波单元集成在一套功率单元中；一个变流模块集成了两套功率单元，每套功率单元都与牵引逆变器内集成式电抗器中的一路相连；变流模块的直流侧采用车控方式控制，交流侧采用轴控方式控制。
牵引逆变器采用永磁P2平台（t Power-TN34系列）产品，以“安全可靠、绿色高效、小型轻量、智能便捷”为目标，满足SIL4安全功能等级，并拥有智能诊断功能，具有高工作效率、高安全系数、高集成度、高可靠性的优点，与永磁P1平台（t Power-TN27系列）产品相比，单台机器可实现体积减小36.34%、重量降低34.5%、额定损耗降低25.4%。
此外，每节B单元车厢下方各安装一台高压电器箱，每节A单元车厢下方各安装一台辅助电源。高压电器箱为适用于标准地铁列车平台的t Driver-EH144系列产品，内含高速断路器、辅助熔断器、三位置转换开关等部件，连接前端的受电弓及后端的牵引逆变器和辅助电源，对牵引及辅助系统整体进行保护；辅助电源为t Power-AA55系列高频辅变平台产品，两套135千伏安的电源单体（包括120千伏安的辅助逆变器和15千瓦的蓄电池充电机）集成在一个箱体内，单台机器与t Power-AA6系列工频辅变平台产品相比可减重400千克以上。

## 列车编组
十号线列车以6节车厢为一列，每列车包含两个动力单元，每个动力单元由一节带受电弓动车、一节不带受电弓动车和一节带司机室拖车组成。列車共計购置43列，其編號由10x001-002起至10x085-086止；开通初期上线22列。
|                                                                                               | 十号线列车（B13） |              |                 |              |                 |                 |   |                 |              |                 |              |              |   |
| 动力单元                                                                                      |                   | 100×× （奇） | 100×× （奇）    | 100×× （奇） | 100×× （奇）    | 100×× （奇）    |   | 100×× （偶）    | 100×× （偶） | 100×× （偶）    | 100×× （偶） | 100×× （偶） |   |
| 車廂編號                                                                                      | 10A001 : 10A085   |              | 10B001 : 10B085 |              | 10C001 : 10C085 | 10C002 : 10C086 |   | 10B002 : 10B086 |              | 10A002 : 10A086 |              |              |   |
| 受电弓                                                                                        |                   | ＞           |                 |              | ＜              |                 |   |                 |              |                 |              |              |   |
| 車廂类型                                                                                      | =                 | Tc           | -               | Mp           | -               | M               | + | M               | -            | Mp              | -            | Tc           | = |
| 安裝機器                                                                                      |                   | SIV, BT      |                 | VVVF, BR, HV |                 | VVVF, BR, CP    |   | VVVF, BR, CP    |              | VVVF, BR, HV    |              | SIV, BT      |   |
| 车厢设备                                                                                      |                   | 弱冷         |                 |              |                 | 無障礙設施      |   | 無障礙設施      |              |                 |              | 弱冷         |   |
| M：动力车；Mp：带受电弓的动车；Tc：带驾驶室的拖车                                             |                   |              |                 |              |                 |                 |   |                 |              |                 |              |              |   |
| ＝ ：全自动车钩；+ ：半自动车钩；- ：半永久牵引杆                                             |                   |              |                 |              |                 |                 |   |                 |              |                 |              |              |   |
| VVVF：牵引逆变器；SIV：辅助电源；HV：高压电器箱；BR：制动电阻；BT：蓄電池；CP：電動空氣壓縮機 |                   |              |                 |              |                 |                 |   |                 |              |                 |              |              |   |
| ：设有轮椅停放区                                                                              |                   |              |                 |              |                 |                 |   |                 |              |                 |              |              |   |